# Loch Eriboll
Le loch Eriboll (en gaélique écossais : Loch Euraboil) est un bras de mer de 16 kilomètres de long sur la côte nord de l'Écosse, qui a été utilisé pendant des siècles comme un mouillage en eau profonde, protégé des eaux souvent tempétueuses orageuse du cap Wrath et du Pentland Firth. Il est nommé d'après le village de Eriboll sur sa rive orientale.

## Histoire
La région présente des vestiges de l'Âge du bronze, y compris un souterrain et une wheelhouse très bien conservée sur la colline surplombant la rive ouest.
Une petite industrie de la chaux s'est développée ici au XIXe siècle et, jusqu'à la Seconde Guerre mondiale, la Royal Navy faisait escale fréquemment. Portnancon, sur la rive ouest du Loch Eriboll, a été le lieu où l'équipage du HMS Hood a passé son dernier congé à terre avant la bataille du détroit du Danemark. Il y a des pierres disposées par les marins, écrivant les noms de leurs navires de guerre (y compris le Hood et l'Amethyst) sur la colline surplombant le hameau de Laid. Il a été surnommé Lock horrible par les militaires britanniques stationnés là-bas pendant la guerre, en raison des conditions météorologiques souvent défavorables.
La plus grande île du Loch, Eilean Choraidh, a été utilisée comme une représentation du cuirassé allemand Tirpitz pour l'entrainement aux bombardements aériens de la Fleet Air Arm avant le succès de l'opération Tungsten, en avril 1944.
33 sous-marins allemands sur 156 qui se sont rendus, comme le U-255, au terme de la bataille de l'Atlantique sont acheminés au Loch Eriboll le 16 mai 1945 (ainsi qu'au Loch Ryan et à Lisahally), en vue de leur destruction en haute mer.

## Géographie
Sur les rives du loch se trouvent les petits villages de Eriboll, Heilam, Polla, Portnancon et Rispond.
L'île Eilean Hoan est située au nord, au large de la fin du loch. Il existe également plusieurs petits îlots dans les environs, y compris A 'Ghoil-Sgeir, Un Cruachan, Un Dubh-Sgeir, Eilean Clùimhrig et Pocan Smoo. Aujourd'hui, c'est un milieu sauvage intact, dans une région de fortes précipitations et qui a la plus faible densité de population du Royaume-Uni.

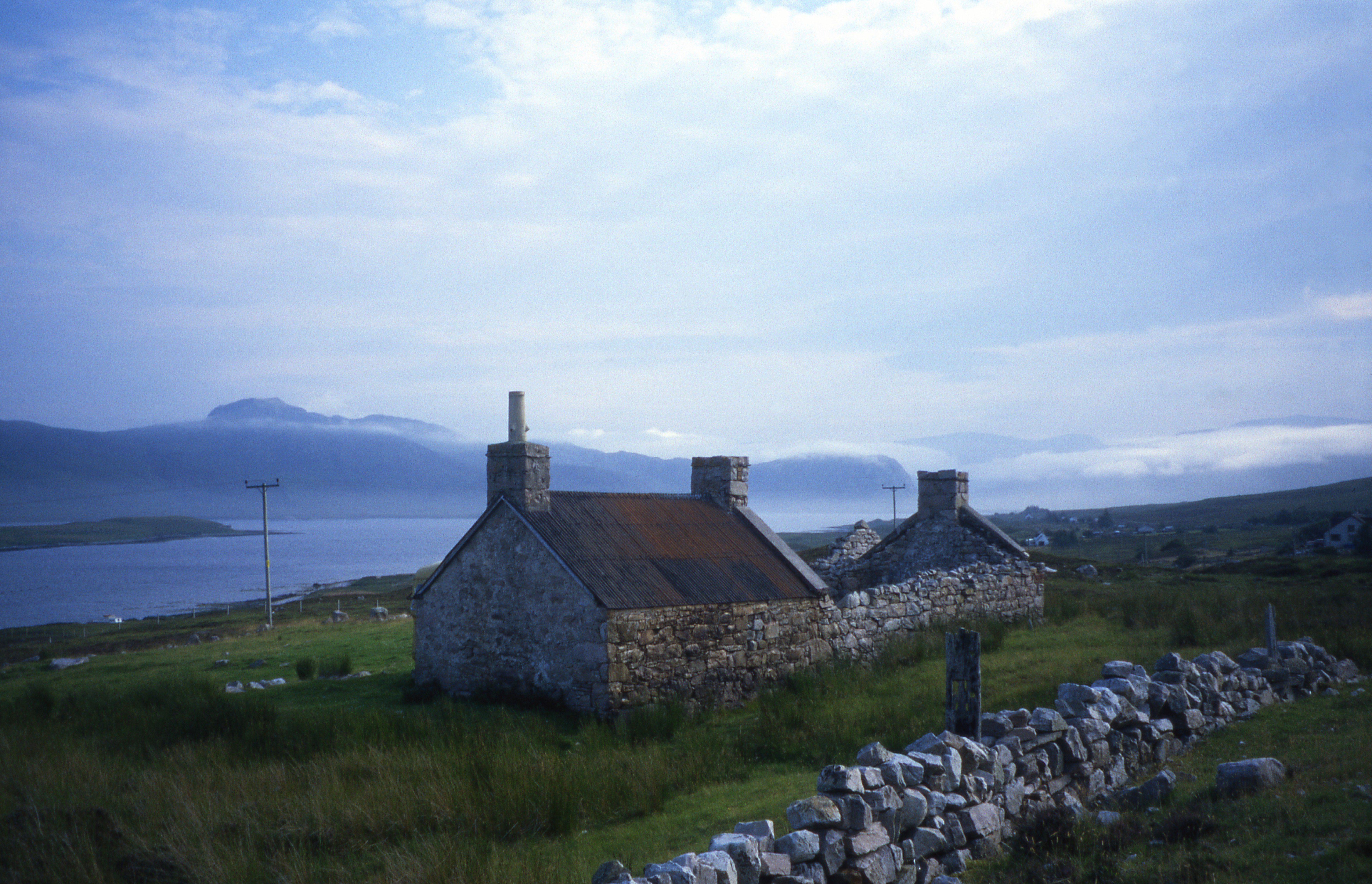
Ferme sur les rives du Loch Eriboll.